# Osteocephalus mutabor
Osteocephalus mutabor es una especie de anfibios de la familia Hylidae.
Habita en Ecuador y Perú.
Sus hábitats naturales incluyen bosques tropicales o subtropicales secos y a baja altitud, ríos y marismas intermitentes de agua dulce. Está amenazada de extinción por la destrucción de su hábitat natural.